# Sparisjóðabanki
Sparisjóðabanki Íslands (auch: Icebank) ist die viertgrößte Isländische Bank. Sie hält selbst keine Einlagen, sondern dient als Verrechnungsstelle und „Zentralbank“ für die 24 selbständigen Sparkassen in Island. Diese haben sie 1986 gegründet und sind nun Eigentümer.
Die Bank stellt den Sparkassen vor allem überregionale Dienste zur Verfügung, etwa die Administrierung der Vergabe von Krediten im Sparkassenverband oder internationale Leistungen wie den Tausch von ausländischem Bargeld.